# Titanic (album Titanic)
Titanic è il nome del primo album registrato in studio dell'omonimo gruppo musicale norvegese, pubblicato nel 1970.

## Tracce
1. Searchin'
2. Love Is Love
3. Mary Jane
4. Cry for a Beatle
5. Something on My Mind
6. Firewater
7. Schizmatic Mind
8. I See No Reason
9. Half Breed
10. Santa Fe